# Rafael Camacho
Rafael Camacho (* 22. Mai 2000 in Lissabon) ist ein portugiesischer Fußballspieler angolanischer Abstammung, der aktuell bei Sporting Lissabon unter Vertrag steht.

## Karriere
Camacho wurde in Lissabon geboren und trat mit 8 Jahren in die Jugendakademie von Sporting Lissabon ein. Im Alter von 13 Jahren wechselte er nach England zu Manchester City. Er wechselte am Ende der Saison 2015/16 nach einem erfolgreichen Probetraining zu Liverpools Akademie.
Für das Premier-League-Spiel gegen den FC Everton am 7. April 2018 wurde er erstmals in den Profikader berufen, blieb jedoch ohne Einsatz. Er debütierte im Profifußball in der dritten Runde des FA Cup gegen Wolverhampton Wanderers am 7. Januar 2019. Er machte sein Ligadebüt 12 Tage später, als er bei einem 4:3-Sieg gegen Crystal Palace eingewechselt wurde.
Zur Saison 2019/20 wechselte er zu Sporting Lissabon, wo er einen Vertrag bis 2024 unterschrieb. 2021 wurde er an den Rio Ave FC verliehen. Im darauffolgenden Jahr spielte er eine Saison bei Aris Thessaloniki.

## Erfolge
- Champions-League-Sieger: 2019 (ohne Einsatz)